# Abfanggraben (München)

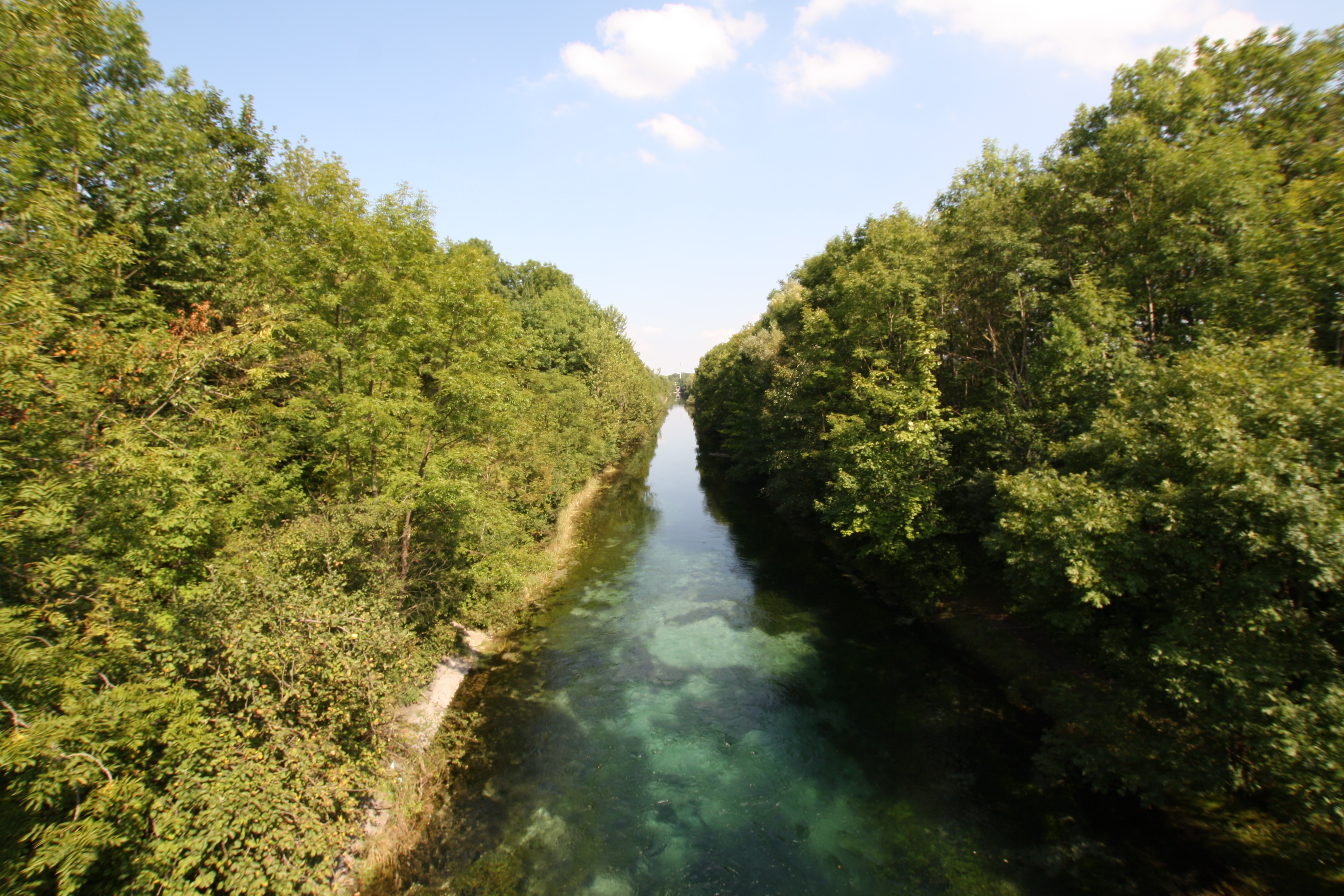
Abfanggraben bei Aschheim

Der Abfanggraben ist ein künstlich angelegter Wasserlauf, der vom äußersten Nordosten Münchens zum Ismaninger Speichersee führt und dessen Wasser am Kraftwerk Neufinsing in den Mittlere-Isar-Kanal geleitet wird. Das Wasser des südlich von München beginnenden Hachinger Bachs wird über den Hüllgraben durch den Nordosten Münchens in den Abfanggraben geführt, so dass es über den Mittlere-Isar-Kanal schließlich bei Moosburg in die Isar fließt.

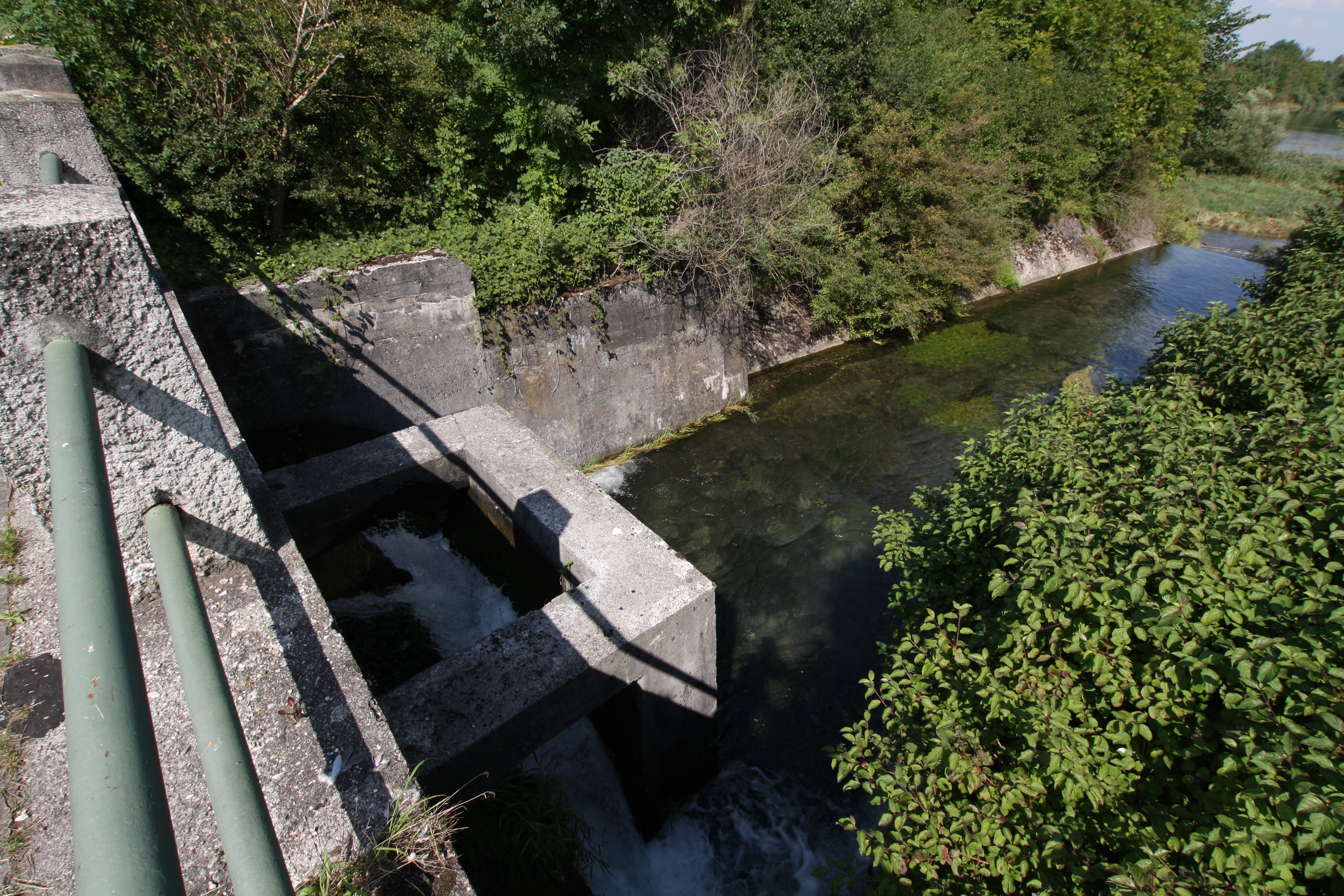
Grabenkopf

Der Abfanggraben beginnt im Münchener Stadtteil Johanneskirchen im Stadtbezirk 13 Bogenhausen mit dem sogenannten Grabenkopf, einem Einlaufbauwerk, in dem das Wasser aus dem hier endenden Hüllgraben mehrere Meter tief in ein rund 670 m langes und anfänglich etwa 90 m breites Ausgleichsbecken stürzt. Dieses Becken in der Form eines langen spitzen Winkels ist an seinem anderen Ende nur noch 15 m breit und wird durch einen Erddamm gegen den eigentlichen Abfanggraben abgeschlossen, der wiederum tiefer liegt und mit dem Becken durch ein weiteres Einlaufbauwerk verbunden ist.
Der rund 15 Meter breite und anfänglich  8  Meter unter dem Niveau des umgebenden Geländes zwischen steilen Böschungen liegende Abfanggraben fließt in nordöstlicher Richtung durch das Johanneskirchener Moos, unterquert dabei in Aschheim die B 471 Ismaninger Straße und die Ringautobahn A 99 und fließt auf dem Gebiet der Gemeinde Kirchheim bei München nördlich an dem Ort vorbei bis zur Speicherseestraße im Ortsteil Landsham-Moos der Gemeinde Pliening. Dort wendet sich der Abfanggraben nach Norden, bis er etwa 150 m vor dem Speichersee durch ein Auslaufbauwerk fließt und anschließend in den Kanal mündet, der auf einem niedrigeren Niveau neben dem Mittlere-Isar-Kanal verläuft, um die Fischteiche am Speichersee zu entwässern und am Kraftwerk Neufinsing wieder in den Mittlere-Isar-Kanal geführt wird. Der Abfanggraben ist einschließlich des Ausgleichsbeckens ca. 9 km lang.
Der Abfanggraben wurde quer zur Grundwasserströmungsrichtung in den Jahren 1920 bis 1929 zeitgleich mit dem Mittlere-Isar-Kanal gebaut, um den Grundwasserspiegel im Johanneskirchner Moos zu regulieren. Gespeist wird der Abfanggraben außer durch den Hüllgraben auch von zahlreichen Quellen. Er hat eine hervorragende Wasserqualität und ist stets glasklar, da er nie Hochwasser führt. Sein Wasser ist konstant kalt. Im Sommer wachsen auf ihm großflächig verschiedene Wasserpflanzen. Das Fischereirecht hat der Verein Die Isarfischer gepachtet.
Der Abfanggraben ist ein Gewässer dritter Ordnung. Er ist zumindest im Bereich der Landeshauptstadt München als Geschützter Landschaftsbestandteil gemäß dem bayerischen Naturschutzgesetz geschützt (LB-00269).